# Mavro Orbini
Mavro Orbini je bil dubrovniški letopisec, slaven zaradi svojega dela Kraljestvo Slovenov (Il regno de gli Slavi), objavljenega leta 1601, * 1563, Dubrovniška republika, † 1614, Dubrovniška republika.

## Življenje
Rojen je bil v Ragusi (Dubrovnik), glavnem mestu Dubrovniške republike, s Sloveni naseljene mestne države na vzhodni obali Jadranskega morja. Njegova slovenska družina je izvirala iz Kotorja v sedanji Črni gori. Sam sebe je imenoval s slovenskim (pridevnik od Sloveni) imenom Mavar Orbin. V virih je prvič omenjen leta 1592.
Pri petnajstih letih se je pridružil benediktincem in kasneje postal menih. Kot tak je živel v samostanih na otoku Mljetu in kasneje v Stonu in Ogrskem kraljestvu, kjer je bil več let opat benediktinskega samostana v Bački  (zdaj Srbija). Iz Bačke se je vrnil v Dubrovnik, kjer je živel do svoje smrti.

## Kraljestvo Slovenov
Kraljestvo Slovenov je bilo objavljeno v Pesaru leta 1601. Napisano je v italijanskem jeziku.

## Poskusi deskreditacije Orbinijevega dela
Kot mnogo drugih piscev nekdanjega in današnjega časa, ki osvetljujejo zgodovino Slovenov, skušajo nekateri razveljaviti tudi Orbinijevo Kraljestvo Slovenov. Tako pravijo, da je bil Orbini, kot večina dalmatinskih intelektualcev tistega časa, seznanjen s t.i. panslovansko ideologijo Vinka Pribojevića. Orbini naj bi po njihovo k tej ideologiji pomembno prispeval s knjigo Kraljestvo Slovenov, ki naj bi bila nekritična zgodovina Južnih Slovanov (Opombe: 1) Težko, da je šlo za Slovane, saj ta termin v Orbinijevem času še ni bil v rabi. 2) Zagotovo v njegovem delu ne gre le za Južne Slovane, saj Orbini opisuje Poljake, Čehe, Alemane in številna druga ljudstva, ki jih šteje k Slovenom.)

### Prevodi Kraljestva Slovenov
Leta 1722 je Sava Vladislavić Kraljestvo Slovenov prevedel v ruski jezik. Uvod v prevod je napisal Feofan Prokopovič. Od takrat naprej naj bi knjiga pomembno vplivala na ideje slovanskih narodov o sebi in evropske ideje o Slovanih.
Podobno kot Pribojević je Orbini združil ilirsko in slovansko mitsko identiteto in zgodovino interpretiral s panslovanskega mitološkega stališča. Ker je živel na samem robu svobodnih slovanskih držav, je slavil velike slovanske narode, predvsem Ruse in  Poljake, da bi preprečil agresivnost germanskega, italijanskega (beneškega) in otomanskega imperija. Eden od možnih Orbinijevih virov je bil Ludovik Crijević Tuberon.

### Druga Orbinijeva dela
Orbini je izdal tudi knjigo v srbohrvaščini z naslovom Duhovno ogledalo (Zrcalo duhovno, 1595), ki je bila v bistvu prevod italijanskega dela Angela Nellija. Besedilo, prevedeno v  "dubrovniški jezik", kot je Orbini imenoval lokalni slovenski jezik, ima kulturni in zgodovinski pomen kot primer hrvaške proze 16. stoletja. Njegovo delo je bilo eden od nekaj primarnih virov o bitki pri Savri leta 1385, čeprav vsebuje številne nepravilne in nenatančne podatke.

### Zapuščina
Orbinijevo Kraljestvo Slovenov je bilo dolgo časa eden od samo nekaj virov za dele pozne srednjeveške zgodovine Južnih Slovanov od Koroške in Slovenskih dežel do Srbije in Bolgarije, čeprav se celo sedanje zgodovinopisje pogosto sprašuje, koliko resnice je v nekaterih njegovih spisih in trditvah.
Kraljestvo Slovenov je bilo glavni vir, ki ga je leta 1762 uporabil Paisij Hilandarski za pisanje svoje Slovanobolgarske zgodovine (Istorija Slavjanobolgarskaja), najvplivnejšega dela zgodnjega bolgarskega zgodovinopisja. V knjigi je Orbini omenjen kot  "določen Mavrubir, Latinec" in je na splošno diskreditiran, čeprav je pogosto citiran.
Orbinija so imenovali "dalmatinski Tukidid".

### Antropologija
Orbini je bil prepričan, da so Slovani izhajali iz skandinavskih Gotov in da so Iliri govorili slovensko (jezik Slovenov). Podprl je Pribojevićevo stališče, da so bili Aleksander Veliki in Makedonci Sloveni.

## Dela
- De Ultimo Fine Humanæ Vitæ Vel Summo Bono, pred 1590
- Orbini, Mauro (1601). Il Regno de gli Slavi hoggi corrottamente detti Schiavoni. Pesaro: Apresso Girolamo Concordia.
- Zarcalo dvhovno... (Duhovno zrcalo...), 1606; objavljeno tudi leta 1621 v Benetkah in leta 1703.